# Poul Bjerre
Poul Carl Bjerre (Gotemburgo, 24 de mayo de 1876-Grödinge, 15 de julio de 1964) fue un psiquiatra sueco.

## Trayectoria
En 1907 sucedió al hipnotizador Otto Georg Wetterstrand (1845-1907) en la práctica médica de este último en Estocolmo.
Bjerre es acreditado por introducir el psicoanálisis y los conceptos psiquiátricos freudianos en la medicina sueca, que presentó en una reunión de 1911 de la "Orden de médicos suecos". Más tarde se distanciaría de una serie de ideas freudianas. Bjerre creía que el funcionamiento de la mente consciente era más importante que el del inconsciente, y sentía que Freud ponía demasiado énfasis en la vida sexual de un individuo. Creía que era importante para el psiquiatra "ser humano", y ver y tratar a su paciente de manera holística. Bjerre también fue un gran defensor de la hipnosis.
Entre sus obras escritas destaca un libro influyente que teorizaba sobre el ciclo recurrente de "muerte y renovación psíquica" titulado Död och Förnyelse. Escribió una biografía sobre Friedrich Nietzsche, y es recordado por su correspondencia escrita con Freud y Carl Jung.
Murió en Vårsta.

## Obras publicadas
En inglés
- The history and practice of psychoanalysis, 1916
- Death and renewal, 1929
- The remaking of marriage; a contribution to the psychology of sex relationship, 1931

En alemán
- Der geniale Wahnsinn. Eine Studie zum Gedächtnisse Nietzsches, 1904
- Wie deine Seele geheilt wird. Der Weg zur Lösung seelischer Konflikte, 1920
- Unruhe, Zwang, Angst, 1955
- Psychosynthese, 1971 - (parte de la serie "Schriftenreihe zur Theorie und Praxis der medizinischen Psychologie", Volume 20.[2]